# Rathmullan
Rathmullan (en gaèlic irlandès Ráth Maoláin, que vol dir "Ringfort de Maoláin") és una vila d'Irlanda, al comtat de Donegal, a la província de l'Ulster. Es troba al marge occidental del Lough Swilly, 11 km al nord-est de Ramelton i 12 km a l'est de Milford. Rathmullan fou escenari de la Fugida dels Comtes en 1607.
Hi ha també les ruïnes d'un convent carmelita medieval que fou construïda per Eoghan Rua MacSweeney en 1516. El convent fou saquejat per la guarnició anglesa de Sligo en 1595. També es diu que en 1607 Rathmullan va veure la fi de l'orde gaèlica, en paraticular el clan Ó Néill i el Clan Ó Domhnaill, durant la fugida dels Comtes al Continent. Aquest vol va tenir lloc des de Portnamurray al límit meridional de la vila. En 1617 el convent fou ocupat pel protestant bisbe de Raphoe, el Reverendíssim doctor Andrew Knox, qui la va convertir en una fortalesa durant la colonització de l'Ulster.
En el segle xviii el líder de la rebel·lió irlandesa de 1798, Theobald Wolfe Tone va passar per Rathmullan després de la seva captura a Buncrana. En el segle xix hi hagué una bateria d'artilleria britànica alo moll per a defensar la vila d'una possible invasió francesa durant les Guerres Napoleòniques. Aquesta bateria encara existeix avui i és un centre històric.

## Instal·lacions
Les instal·lacions de Rathmullan inclouen 3 tendes, un centre de recerca i hotels com Rathmullan House, Fort Royal i el Water's Edge.

## Festival de pesca marítima profunda Lough
El mar és una gran part de la vida de la gent de Rathmullan i Lough Swilly Deep Sea Fishing Festival que té lloc el juny de cada any n'és una evidència.

## Personatges destacats
- Ian Anderson, antic President del Consell Legislatiu de l'illa de Man.
- Mary McAlister
- Hugh Law, Lord Canceller d'Irlanda, morí aquí en 1883.